# ハティ (衛星)
ハティまたはハチ (Saturn XLIII Hati) は、土星の第43衛星である。逆行軌道で土星を公転する不規則衛星で、北欧群に属する。
デビッド・C・ジューイット、スコット・S・シェパード、ブライアン・マースデン、ジャン・クレイナらの観測チームにより、2004年12月12日～2005年3月11日の間に行われた一連の観測によって発見された。最初に確認されたのは12月12日の観測である。観測にはすばる望遠鏡が用いられた。2005年5月3日に小惑星センターのサーキュラーで他の11個の土星の新衛星の発見と合わせて報告され、S/2004 S 14 という仮符号が与えられた。
2007年4月5日に北欧神話に登場するフェンリルの子で月を追いかける魔の狼ハティに因んで命名され、Saturn XLIII という確定番号が与えられた。
土星からの平均距離は約 19,868,000 kmで、推定直径が約 6 km の小さい天体である。
2013年3月に土星探査機カッシーニによって自転周期が測定され、5.5時間であることが判明している。これは自転周期が判明している土星の衛星の中では最も速い。